# Paloveere (Vastseliina)
Paloveere – wieś w Estonii, w prowincji Võru, w gminie Vastseliina.